# Torrejón el Rubio
Torrejón el Rubio ist eine Gemeinde in der Provinz Cáceres in der Extremadura in Spanien. 2024 hatte die Gemeinde 535 Einwohner.
Hier geschah am 22. Oktober 1965 der Torrejón-el-Rubio-Dammbruch.